# Tribunitia
Tribunitia va ser la llei que declarava abolida la monarquia i establia el govern republicà a l'antiga Roma. La va dictar Luci Juni Brut, el primer cònsol romà.
Una segona llei amb el mateix nom la va dictar Gneu Pompeu Magne en el seu consolat de l'any 55 aC quan ho era amb Marc Licini Cras Dives. Per aquesta llei es restablia el poder que havien tingut els tribuns de la plebs en totes les seves facultats, que anteriorment havia estat abolit per Luci Corneli Sul·la amb la llei Cornelia tribunicia.